# Gadiculus
Gadiculus is een geslacht van straalvinnige vissen uit de familie van de kabeljauwen (Gadidae).

## Soorten
- Gadiculus argenteus Guichenot, 1850
- Gadiculus thori Schmidt, 1913